# Baoshu

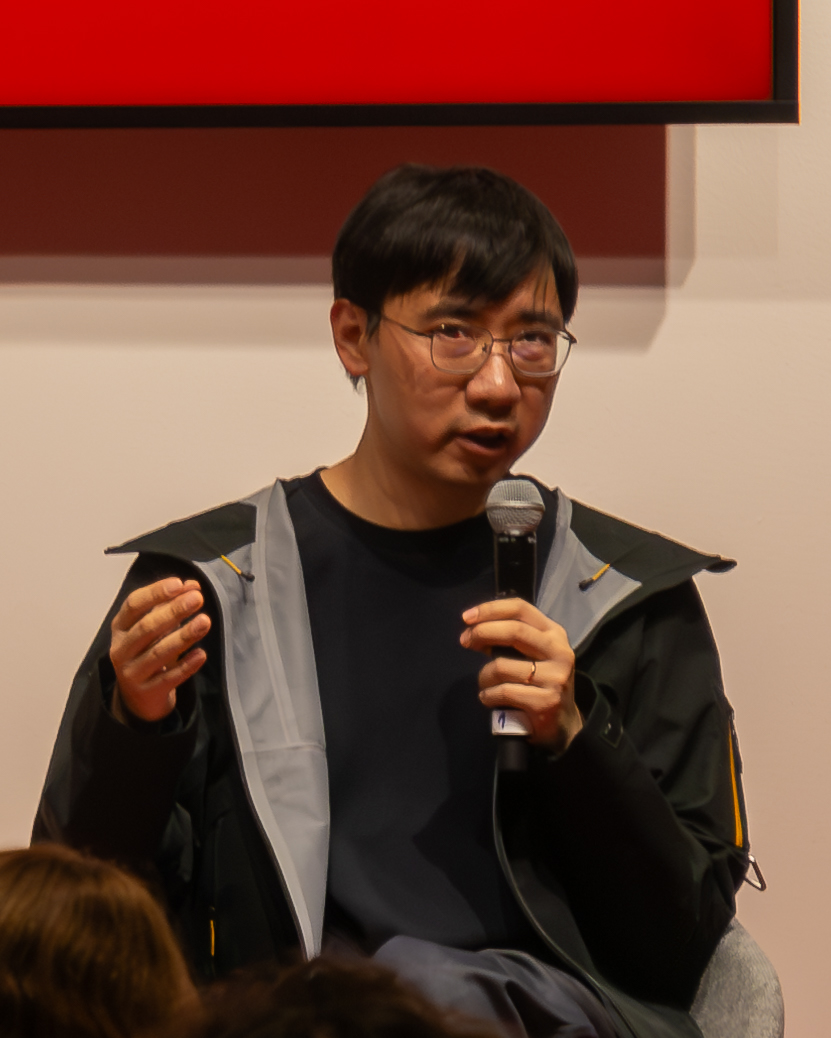
Baoshu auf der Frankfurter Buchmesse 2024

Baoshu (chinesisch 宝树, Pinyin Bǎoshù; * 1980 in Guangyuan, Provinz Sichuan, Volksrepublik China), das bekannteste Pseudonym von Li Jun (chinesisch 李峻, Pinyin Lǐ Jùn), ist ein chinesischer Science-Fiction-Schriftsteller. Ein weiteres von ihm benutztes Pseudonym ist Ping Xinyuan (chinesisch 新垣平, Pinyin Píng Xīnyuán) für seine Romane über Kampfkunst.

## Leben
In einem Gespräch mit der chinesischen Science-Fiction-Autorin und darüber hinaus guten Freundin Xia Jia verriet Baoshu, bereits sei dem Jahr 2000 ein loyaler Fan von Liu Cixin zu sein, aber erst seit dem Jahr 2010 selbst chinesische Science-Fiction zu schreiben. Die entscheidende Wendung kam dabei durch die Trisolaris-Trilogie zustande. Nach Veröffentlichung des letzten Teils Jenseits der Zeit (chinesisch 死神永生, Pinyin sǐshényǒngshēng 'Der Tod lebt ewig') in China am 1. November 2010 befand sich Baoshu studienbedingt an der KU Leuven in Belgien und ließ sich daher Fotos sämtlicher Buchseiten von einem Freund aus China per Mail zuschicken. Ein von ihm verfasster Dialog von zwei Charakteren gelangte in Fanforen zu großer Aufmerksamkeit und motivierte ihn zur Erweiterung auf ein ganzes Buch, was in gerade einmal drei Wochen geschah. Daraufhin wurden das Chongqing Publishing House, welches bereits alle drei Werke der Trisolaris-Trilogie veröffentlicht hatte, sowie Liu Cixin selbst auf ihn aufmerksam, was im folgenden Jahr 2011 zur Veröffentlichung führte. Seit dem Jahr 2012 arbeitet Baoshu in Vollzeit als Science-Fiction-Schriftsteller.

## Bibliographie (Auswahl)
- Botschafter der Sterne (Roman); Originaltitel 观想之宙 (Pinyin guānxiǎng zhī zhòu „Universum der Visualisierung“).
- The Absolute Experiment (chinesisch 特赦實驗 / 特赦实验, Pinyin Tèshè shíyàn), veröffentlicht 2012 in Super Nice, auf Englisch erschienen in der Anthologie Sinopticon, ISBN 978-1-78108-852-4.
- 在冥王星上我们坐下来观看, Pinyin zài míngwángxīng shàng wǒmen zuò xiàlái guānkàn [„Auf Pluto sitzen wir und schauen“]. Ausgezeichnet mit dem Galaxy Award 2012.[5][6]
- Tochter des Meeres (Kurzgeschichte); Originaltitel 海的女儿 (Pinyin hǎi de nǚ’ér); veröffentlicht in Science Fiction World im November 2012; auf Deutsch erschienen in der Anthologie Quantenträume, ISBN 978-3-453-31904-2.
- 人人都爱查尔斯, Pinyin rénrén dōu ài chá’ěrsī [„Alle lieben Charles“]. Ausgezeichnet mit dem Galaxy Award 2014.[5][6]
- Großes steht bevor (Kurzgeschichte); Originaltitel „What Has Passed Shall in Kinder Light Appear“; veröffentlicht im März/April 2015; auf Deutsch erschienen in der Anthologie Zerbrochene Sterne, ISBN 978-3-453-32058-1.
- 成都往事, Pinyin chéngdū wǎngshì [“Vergangenheit von Chengdu”]. Ausgezeichnet mit dem Galaxy Award 2019.[5][6]